# クリスティアン・エアバッハ
クリスティアン・エアバッハ（Christian Erbach, 1568年頃 - 1635年6月14日）は、ドイツのオルガニスト、作曲家。

## 生涯
マインツ＝ビンゲン郡ガウ＝アルゲスハイム出身。早くから作曲を学んでいたこと以外青少年期は不明である。1596年よりアウクスブルクのフッガー家のオルガニストになり、さらにハンス・レオ・ハスラーの後任として市のオルガニストとなり、1625年からはアウクスブルク大聖堂のオルガニストも兼ねた。オルガニストとして各地の試奏に招かれ、作曲家としてもカトリックとプロテスタントの双方に弟子を持つなど、広い名声を得た。
作風はヴェネツィア楽派に属するが、鍵盤楽器曲にはハスラーの影響も色濃くみられる。器楽曲以外にもミサ曲やモテットなどの作品も残している。

## 文献
- William Keith Haldeman (1962), The Vocal Compositions of Christian Erbach, University of Rochester